# Obóz NKWD w Poznaniu
Obóz NKWD w Poznaniu (także: Specłagier NKWD nr 2) – sowiecki specjalny obóz NKWD zlokalizowany w Poznaniu przy ul. Słonecznej (obecnie jest to obszar Pogodna na osiedlu samorządowym Grunwald Południe), w zabudowaniach znajdującego się tu uprzednio kompleksu hotelowego "Ausstellungsdorf" zbudowanego w czasie okupacji niemieckiej. Po likwidacji łagru tereny te stanowiły część tzw. Gospody Targowej.

## Historia
Wiosną i latem 1945 w obozie przetrzymywano jeńców wojennych – niemieckich i ukraińskich, jak również żołnierzy polskiego podziemia niepodległościowego i działaczy niepodległościowych z terenu całej Polski. Obóz zlikwidowano w połowie sierpnia 1945, a wcześniej wszystkich więźniów wywieziono do więzienia w Rawiczu, które już podlegało pod polskie Ministerstwo Bezpieczeństwa Publicznego. Byli to głównie członkowie Armii Krajowej z okręgu warszawskiego (około tysiąc osób, w tym wiele kobiet i dziewcząt).
Warunki obozowe były trudne, zwłaszcza dokuczał głód. Dzienne wyżywienie stanowiło 15 dkg chleba i pół miski wodnistej zupy. Szalała też czerwonka i inne choroby. Strażnikami byli głównie Sowieci, ale także Łotysze (nieuzbrojeni, wyposażeni w bykowce, którymi często bili więźniów).
Nazwę Specłagier NKWD nr 2 nosił w Poznaniu także obóz przy zakładach Cegielskiego, który funkcjonował w latach 1944–1949. Początkowo przebywało tam ponad ośmiuset więźniów, głównie oficerów AK, a także żołnierzy NSZ, jak również działaczy Stronnictwa Narodowego.
W obozach przetrzymywano m.in. takie osoby jak: podpułkownik Mieczysław Woronowicz „Litwin” (komendant Obwodu Wieluń AK), pułkownik Kazimierz Putek „Zworny” (komendant Podokręgu Rzeszów AK), czy kapitan Antoni Baranowski „Oksza” (komendant Obwodu Tomaszów Mazowiecki AK).